# Thomas Dwyer Bass
Thomas Dwyer (Tom) Bass (Lithgow (City of Lithgow), 6 juni 1916 – 26 februari 2010) was een Australische beeldhouwer.

## Leven en werk
Bass volgde een opleiding aan de Dattilo Rubbo Art School en studeerde vervolgens, met onderbrekingen ten gevolge van de Tweede Wereldoorlog, tot 1948 aan de National Art School in Canberra. In 1974 stichtte hij zijn eigen opleiding voor beeldhouwkunst, de Tom Bass Sculpture School in Sydney.
In 1988 werd hij onderscheiden met de Medal of the Order of Australia (OAM).

## Werken (selectie)
- The Student (1953), University of Sydney
- The falconer (1955)[1] - wandsculptuur, Beeldenroute van de Universiteit van New South Wales
- St Ignatius of Loyola - Ad Maiorem Dei Gloriam (1957), Ramsay Hall, St. Ignatius College in Sydney
- Fountain figure (1959))[2], The Chancellor's Court, Beeldenroute van de Universiteit van New South Wales in Sydney
- The Idea of a University[3] en The Trial of Socrates[4] (1954/59), wandsculpturen Universiteit van Melbourne in Melbourne
- Medewerking aan de muurschildering "A Search for Truth" in de Wilson Hall van de Universiteit van Melbourne
- Ethos (1959/61), Civic Square in Canberra
- AMP Emblem - "Amicus certus in re incerta" (1962)[5], wandsculptuur AMP Tower aan de Circular Quay in Sydney
- Children's Tree (1963)[6], Collins Street/Elizabeth Street in Melbourne
- P&O Wall fountain (1963)[7], P&O Building, Hunter Street in Sydney
- Joseph Ormand Aloysius Bourke, first Bursar of the University (1966)[8], Beeldenroute van de Universiteit van New South Wales in Sydney - ontwerp Peter Spooner, reliëf van Tom Bass
- Lintel sculpture (1967/68) - wandsculptuur, National Library of Australia in Canberra
- The Genie - Inscriptie: A fantasy play sculpture for children (1973), Queen Victoria Gardens in Melbourne,[9]
- Relief AGC Building (1983), Sydney

## Fotogalerij

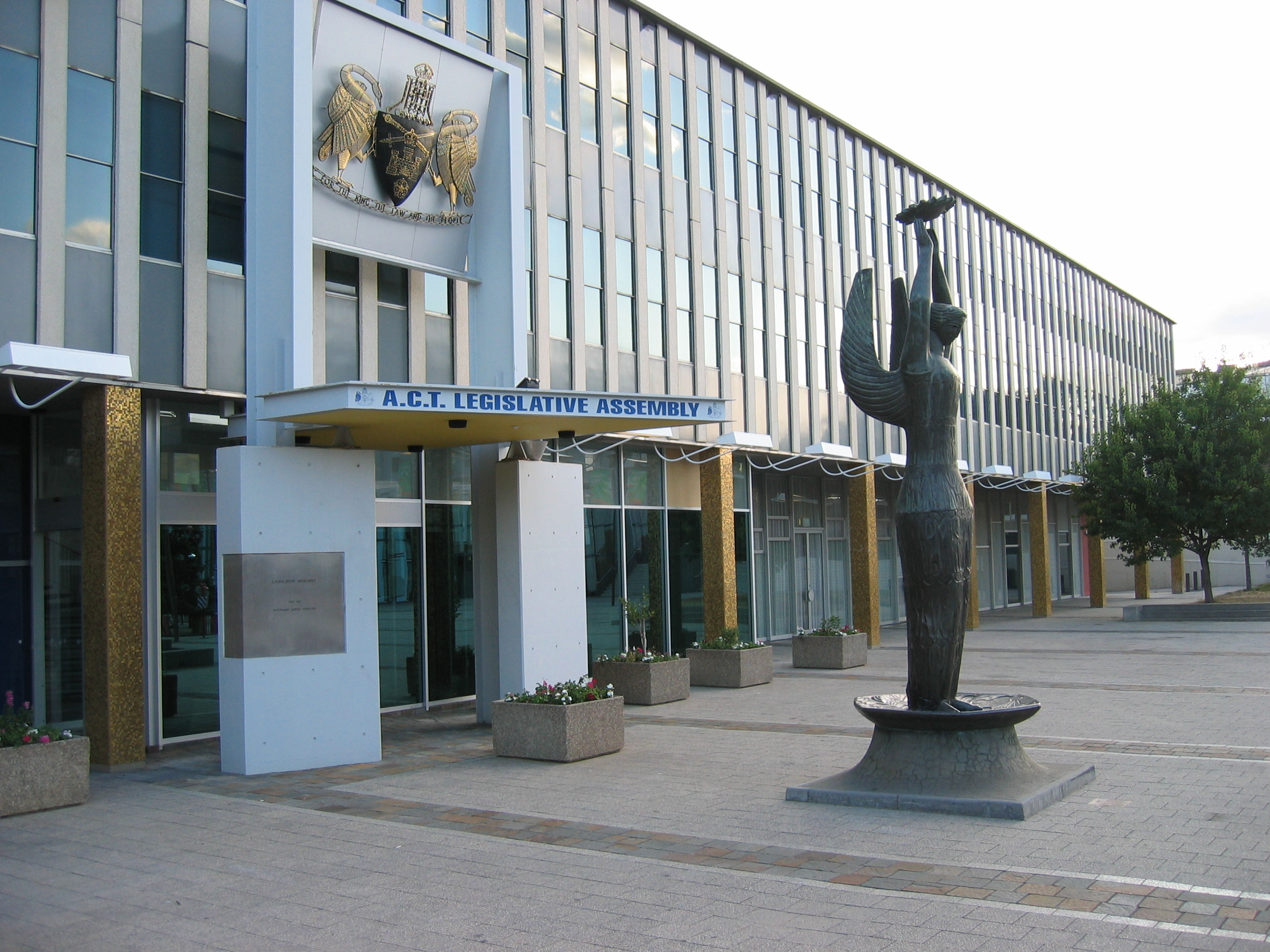
Ethos, Canberra
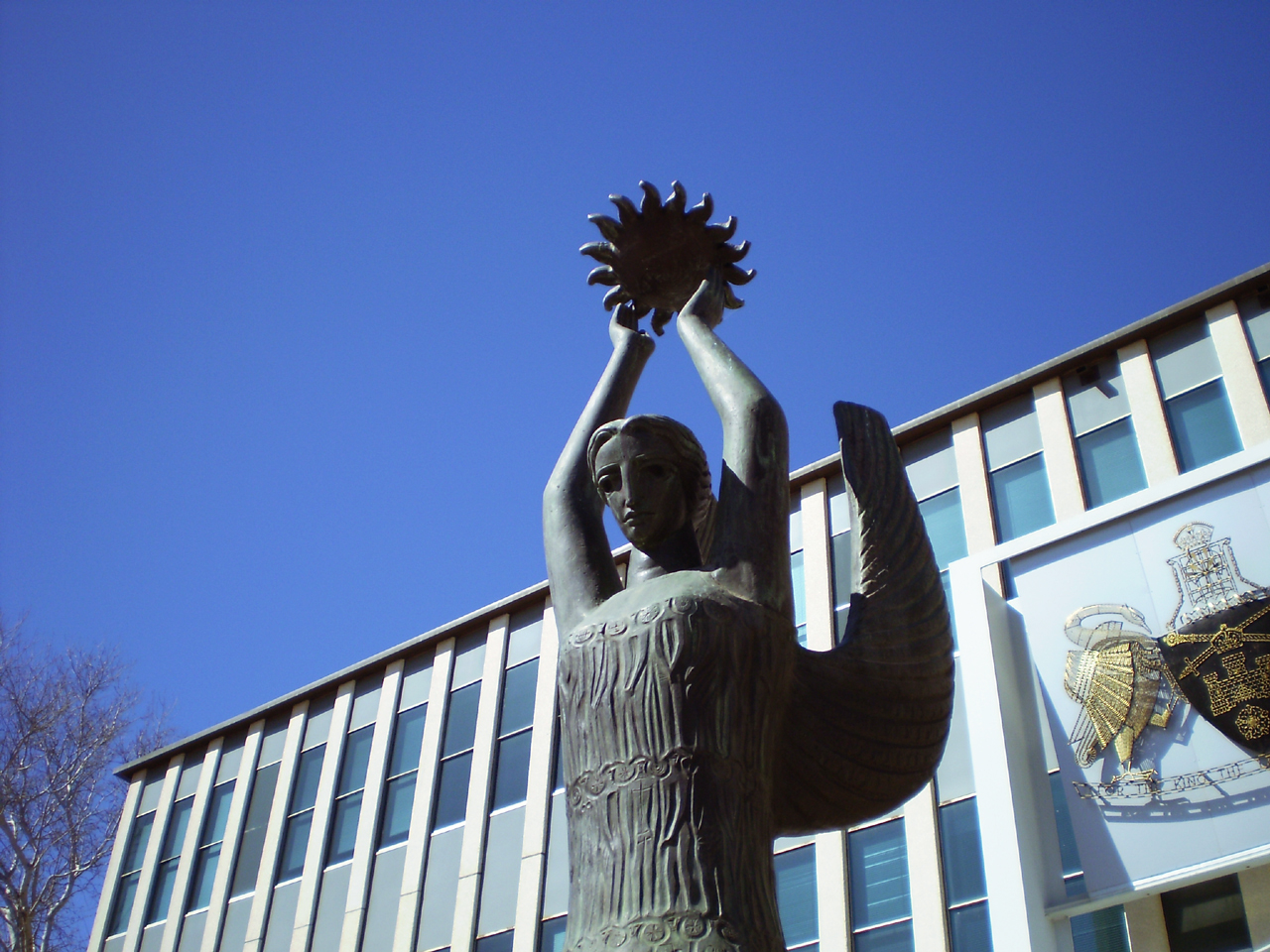
Ethos (detail)
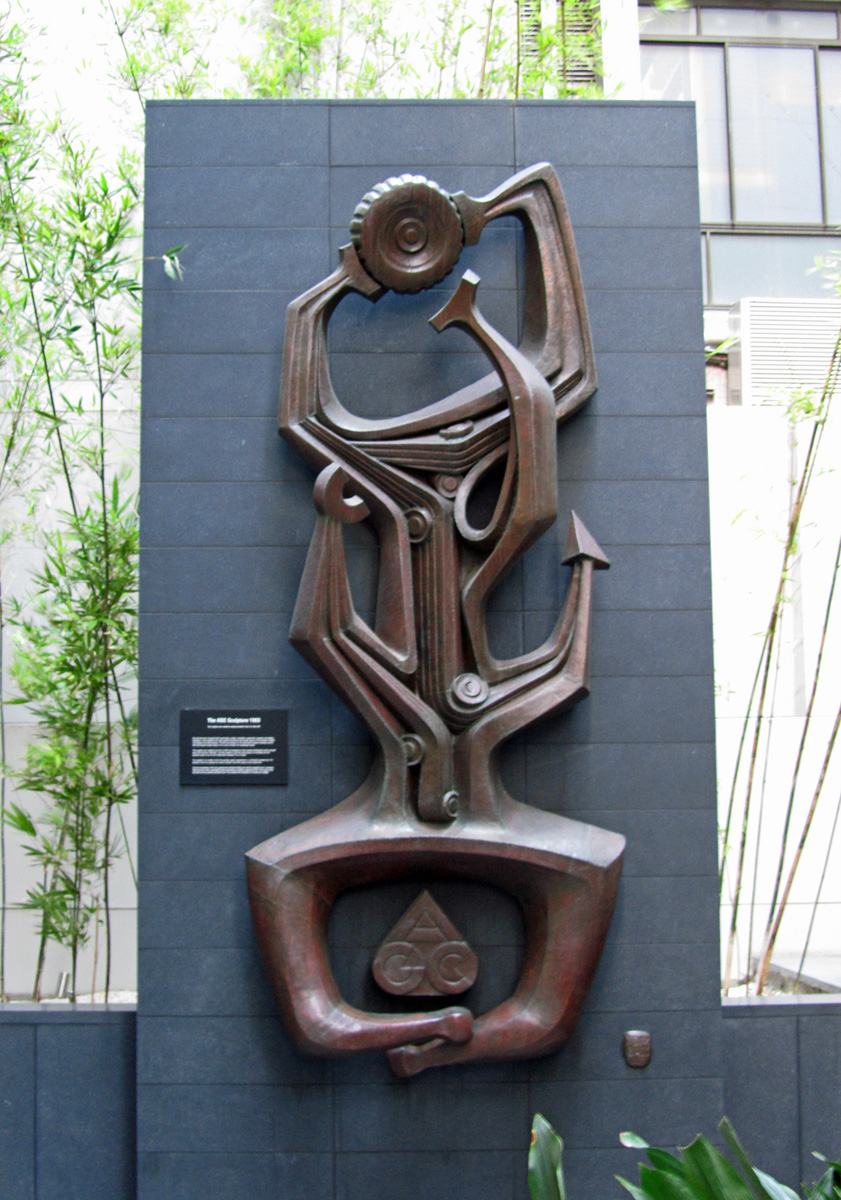
Relief AGC Building (1983)